# Філіп Таке
Філіп Робер Таке́ (фр. Philippe Robert Taquet; нар. 25 квітня 1940, Сен-Кантен) — французький палеонтолог, фахівець із хребетних, який вивчає динозаврів. Він був професором Музею національної історії природи (MNHN) у Парижі.

## Біографія
Таке навчався в Сорбоні, де 1965 року закінчив першу частину французької докторської програми (дисератція третього циклу), а 1973 року — другу частину (Docteur ès Sciences). З 1965 до 1981 рік працював науковцем в CNRS . У 1981—2000 роках був директором лабораторії палеонтології Національного музею природознавства та з 1985 до 1990 року Директором Національного музею природознавства. Він також очолював дослідницьку групу CNRS (URA) з питань палеонанатомії, філогенезу та палеогеографії .
1990 року він став членом-кореспондентом, а 2004 року повноправним членом Академії наук, в якій був обраний віце-президентом з 2011 до 2012 рік та президентом з 2013 до 2014 рік.
З 2004 року він є президентом Міжнародної комісії з питань геології (INHIGEO). З 2001 року — почесний член Товариства палеонтології хребетних . Таке є офіцером Почесного легіону та національного ордену «За заслуги» .
Таке багато часу провожив на польових дослідженнях, особливо у Північній Африці (Марокко, Нігер), де знайшов низку нових видів динозаврів, таких як Уранозавр (1976, динозавр, схожий на Ігуанодон а) з Гадуфауа з Аптіуму Нігеру. Там він також знайшов гігантського крокодила Саркозуха, з крейдового періоду. Також працював на розкопках в Бразилії, Аргентині, Болівії, Монголії, Мадагаскарі, Таїланді та Лаосі. Загалом він назвав дев'ять нових видів динозаврів: окрім вже згаданого уранозавра, Atlasaurus, Berberosaurus, Piveteausaurus, Chebsaurus, Genusaurus, Lurdusaurus, пірораптору, Tangvayosaurus, Tazoudasaurus і види Valdosaurus nigeriensis (з Пітером Гальтон).
1999 року на його честь було названо Нігерзавра (Nigersaurus taqueti). 2009 року він отримав медаль Сью Тайлер Фрідман.

## Праці
- Dinosaur Impressions: Postcards from a Paleontologist, Cambridge University Press 1998
- L'Empreinte des Dinosaures, Ed. Odile Jacob 2004
- Georges Cuvier (Naissance d'un génie), Ed. Odile Jacob 2006